# Борис Годунов
Бори́с Фёдорович Годуно́в (в иночестве Боголеп; 2 [12] августа 1552 — 13 [23] апреля 1605) — боярин, шурин царя Фёдора I Ивановича, в 1587—1598 годах фактический правитель Русского царства, с 17 (27) февраля 1598 года по 13 (23) апреля 1605 года — первый русский царь из династии Годуновых.
Борис Годунов начал свою карьеру со службы при дворе Ивана Грозного. Снискав благосклонность Ивана Грозного и в 1571 году женившись на дочери приближённого царя, Малюты Скуратова, в 1580 году Годунов отдал свою сестру Ирину в жёны царевичу Фёдору Ивановичу, а в 1584 году был назначен Иваном Грозным одним из опекунов Фёдора, который вскоре взошёл на престол. Группа бояр, считавших Годунова узурпатором, сговорилась подорвать его авторитет, однако Годунов изгнал своих противников и стал фактическим правителем России. Имея полный контроль над внешними делами Русского царства, Годунов вёл успешные военные действия, развивал внешнюю торговлю, строил многочисленные оборонительные города и крепости, повторно колонизировал ускользавшую из-под контроля Москвы Западную Сибирь и в 1589 году учредил патриаршество. Внутри страны Годунов продвигал интересы служилого дворянства.
После смерти Фёдора Ивановича в 1598 году Земский собор избрал преемником престола Бориса Годунова. Годунов реформировал судебную систему, позволил строить лютеранские церкви в России и, с целью получения власти на Балтийском море, вступил в переговоры о приобретении Ливонии.
Стремясь ослабить власть противостоявших ему боярских семей, Борис Годунов изгнал членов семьи Романовых. Он также создал обширную систему шпионажа и безжалостно преследовал тех, кого подозревал в измене. Эти меры, однако, только усилили враждебность бояр к нему, и, когда его усилия по облегчению страданий, вызванных голодом 1601—1603 годов и сопутствующими эпидемиями, оказались неэффективными, недовольство населения также возросло.
После внезапной смерти Бориса Годунова страна погрузилась в период, известный как Смутное время, который закончился после того, как 21 февраля (3 марта) 1613 года боярин Михаил Фёдорович Романов был избран новым царём.

## Происхождение
Род Годуновых происходил из Костромы от боярина Дмитрия Зерно, служившего великому московскому князю Ивану Даниловичу Калите (1288—1340). По Государеву родословцу, составленному около 1555 года, у Дмитрия Зерно «было три сына: Иван, да Константин Шея, бездетен, да Дмитрей. А у Ивана Дмитреевича дети: Фёдор Сабур, Данило Подольской, бездетен, да Иван Годун». Начиная с Дмитрия Зерна, предки Годунова были боярами при московском дворе. Отец Бориса Годунова, Фёдор Иванович Годунов по прозвищу Кривой, был помещиком средней руки в Вяземском уезде.
Существует версия, согласно которой Годуновы, как и родственные им Сабуровы и Вельяминовы-Зерновы, происходили от татарского мурзы Чета, приехавшего на Русь в 1330 году во времена Ивана Калиты. Эта версия внесена в более поздние редакции Государева родословца (конец XVI века) и, по мнению историков, из-за серьёзных хронологических, генеалогических и общеисторических проблем является недостоверной. Так, время прибытия Чета практически совпадает с годами службы Дмитрия Зерна, названного внуком Чета. «Сын» Чета, костромской боярин Александр Зерно, убитый в 1304 году, практически полностью выпадает. Если предположить, что Чет в действительности прибыл на Русь раньше — во второй половине XIII века, то это являлось бы беспрецедентным на тот момент случаем, который не остался бы незамеченным в летописях.

## Рождение. Ранние годы
Родился Борис Годунов незадолго до покорения Казани, в семье вяземского поместного дворянина средней руки Федора Ивановича Годунова. В «Путешествии в Персию через Московию» Георга Тектандера указано, что последний день рождения Борис отмечал 2 августа 1604 г., причём повествование в этой части Тектандер ведёт по старому стилю. Таким образом, наиболее вероятная дата рождения царя — 2 (12) августа 1552 г., ровно за два месяца до взятия Казани. Об отце Фёдоре почти ничего неизвестно, кроме прозвища «Кривой», которое даёт нам представление о физической внешности отца Бориса. Отец Бориса Фёдор и его брат Дмитрий помимо семейных поместий под Вязьмой, с которых несли поместную службу государю, также владели небольшой вотчиной и в Костроме.
После смерти отца, вяземского поместного дворянина Федора Кривого (ум. 1559), Бориса взял в свою семью его дядя Дмитрий Годунов. В годы опричнины Вязьма, в которой находились поместные дворянские владения Дмитрия Годунова, перешла к опричным владениям. Незнатный Дмитрий Годунов из Вязьмы был зачислен в опричный корпус и вскоре получил при дворе высокий чин главы Постельного приказа.

## Выдвижение
Выдвижение Бориса Годунова начинается в 1570-е годы. В 1570 году он стал опричником, а в 1571-м был дружкой на свадьбе царя Ивана Грозного с Марфой Собакиной. В том же году Борис сам женился на Марии Григорьевне Скуратовой-Бельской, дочери Малюты Скуратова. В 1578 году Борис Годунов становится кравчим. Ещё через два года, после женитьбы своего сына Фёдора на сестре Годунова Ирине, Иван Грозный пожаловал Бориса званием боярина. Годуновы медленно, но верно поднимались по иерархической лестнице: в конце 1570-х — начале 1580-х годов они выиграли сразу несколько местнических дел. Участвовал в нескольких походах Ливонской войны, состоял в свите царя Ивана IV и царевича Ивана Ивановича.
Годунов был умён и осторожен, стараясь до поры до времени держаться в тени. В последний год жизни царя Борис Годунов обрёл большое влияние при дворе. Вместе с Б. Я. Бельским он стал одним из приближённых людей Ивана Грозного.
Не вполне ясна роль Годунова в истории смерти царя. 18 (28) марта 1584 года Грозный, по свидетельству Д. Горсея, был «удушен». Не исключено, что против царя был составлен заговор. Во всяком случае, именно Годунов и Бельский находились рядом с царём в последние минуты его жизни, они же с крыльца объявили народу о смерти государя.
На престол вступил Фёдор Иоаннович. Новый царь был не способен управлять страной и нуждался в умном советнике, поэтому был создан регентский совет из четырёх человек: Богдана Яковлевича Бельского, Никиты Романовича Захарьина-Юрьева (деда будущего первого царя из династии Романовых Михаила Фёдоровича), князей Ивана Фёдоровича Мстиславского и Ивана Петровича Шуйского.
31 мая (10 июня) 1584 года в день коронации царя, Борис Годунов был осыпан милостями: он получил чин конюшего, звание ближнего великого боярина и наместника Казанского и Астраханского царств. Впрочем, это вовсе не означало то, что Годунов обладает единоличной властью — при дворе шла упорная борьба боярских группировок Годуновых, Романовых, Шуйских, Мстиславских. В 1584 году был обвинён в измене и сослан Б. Бельский; в следующем году скончался Никита Захарьин-Юрьев, а престарелый князь Мстиславский был насильственно пострижен в монахи. Впоследствии подвергся опале и герой обороны Пскова И. П. Шуйский. Фактически, с 1585 года, 13 из 14 лет правления Фёдора Иоанновича — Россией правил Борис Годунов.

## Глава правительства при царе Фёдоре
Деятельность правления Бориса Годунова была нацелена на всестороннее укрепление государственности и престижа Москвы. Благодаря его стараниям, в январе 1589 года вселенским патриархом был поставлен первый Московский патриарх — митрополит Московский и всея Руси Иов, что было официальным признанием независимого статуса Московской церкви (русская киевская митрополия оставалась в юрисдикции Константинопольского престола). Во внутренней политике правительства Годунова преобладали здравый смысл и расчётливость. Развернулось небывалое строительство городов, крепостных сооружений.
Борис Годунов покровительствовал талантливым строителям и архитекторам. С размахом осуществлялось церковное и городское строительство. По инициативе Годунова началось выдвижение русских засечных черт далеко в степь и строительство крепостей в Диком поле — степной окраине Руси. В 1585 году была построена крепость Воронеж, в 1586 — Ливны. Для обеспечения безопасности водного пути от Казани до Астрахани строились города на Волге — Самара (1586), Царицын (1589), Саратов (1590). В 1592 году был восстановлен город Елец. На Донце в 1596 году был построен город Белгород, южнее в 1600 году был выстроен Царёв-Борисов. Началось заселение и освоение опустевших во время ига земель к югу от Рязани (территория нынешней Липецкой области). Ускорилось продвижение русских в Сибирь, где в Ирменском сражении в 1598 году был окончательно разгромлен хан Кучум, основаны города Тюмень (1586), Тобольск (1587), Берёзов (1593), Сургут и Тара (1594), Обдорск (1595), Нарым (1598), Мангазея (1601), Томск (1604) и другие.

В период с 1596 по 1602 год было построено одно из самых грандиозных архитектурных сооружений допетровской Руси — Смоленская крепостная стена, которую впоследствии стали называть «каменным ожерельем Земли русской». Крепость была построена по инициативе Годунова для защиты западных рубежей Русского государства от Польши. Ещё одним проектом Бориса Годунова стала каменная крепость Борисов городок под Можайском, при которой была также построена Борисоглебская церковь — крупнейший шатровый храм в русской истории.

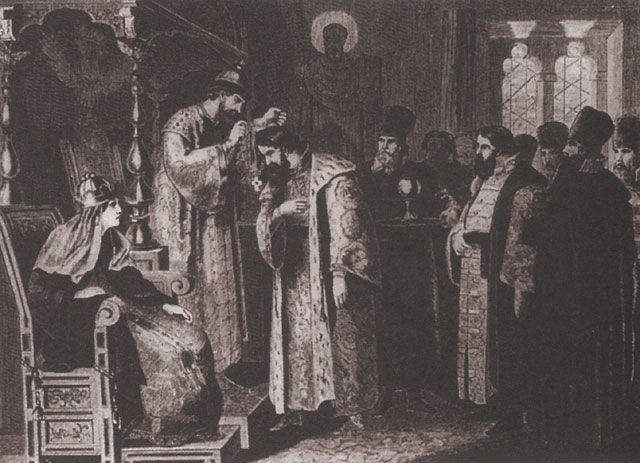
А. Кившенко. «Царь Фёдор Иоаннович надевает на Бориса Годунова золотую цепь»

При Борисе Годунове в жизнь Москвы вошли неслыханные новшества, например, в Кремле был сооружён водопровод, по которому вода поднималась мощными насосами из Москвы-реки по подземелью на Конюшенный двор. Строились и новые крепостные укрепления. В 1584—1591 годах под руководством зодчего Фёдора Савельева по прозвищу Конь были возведены стены Белого города протяжённостью 9 км (они опоясали район, заключённый внутри современного Бульварного кольца). Стены и 29 башен Белого города были сложены из известняка, обложены кирпичом и оштукатурены. В 1592 году на месте современного Садового кольца была построена ещё одна линия укреплений, деревянно-земляная, прозванная за быстроту постройки «Скородомом».
Во время русско-шведской войны участвовал в осаде Нарвы по чину первого дворового воеводы и начальника Государевого полка, фактически командовал всей осаждавшей Нарву русской армией. Штурм крепости окончился неудачей, но в итоге осада завершилась подписанием выгодного для русских перемирия.
Летом 1591 года крымский хан Казы-Гирей с полуторастатысячным войском подошёл к Москве, однако, оказавшись у стен новой мощной крепости и под прицелом многочисленных пушек, штурмовать её не решился. В мелких стычках с русскими отряды хана постоянно терпели поражения. В сражении 5-6(15-16).07.1591 года войска хана потерпели поражение и это вынудило его отступить, бросив обоз. По дороге на юг, в крымские степи, войско хана понесло большие потери от преследовавших его русских полков. При переправе через Оку был разгромлен арьергард крымского войска. За победу над Казы-Гиреем Борис Годунов получил наибольшее вознаграждение из всех участников этой кампании (хотя главным воеводой был не он, а князь Фёдор Мстиславский): три города в Важской земле и звание слуги, которое считалось почётнее боярского. Окончательно закрепив успех при отражении крымских набегов в два последующих года, в 1594 году правительство Годунова заключило с Казы-Гиреем мирный договор в Бахчисарае, после чего на южных рубежах России установился мир до царствования Василия Шуйского.
Борис Годунов стремился облегчить положение посадских людей. По его решению торговцы и ремесленники, проживавшие в «белых» слободах (частновладельческих, плативших подати крупным феодалам), были причислены к населению «чёрных» слобод (плативших налог — «тягло» — государству). При этом размер «тягла», взимавшегося со слободы в целом, был оставлен прежним, а доля отдельного горожанина в нём уменьшилась.
Хозяйственный кризис 1570-х — начала 1580-х годов заставил пойти на установление крепостной зависимости. 24 ноября (4 декабря) 1597 года был издан указ об «урочных летах», согласно которому крестьяне, бежавшие от господ «до нынешнего… году за пять лет» подлежали сыску, суду и возвращению «назад, где кто жил». На бежавших шесть лет назад и ранее указ не распространялся, их прежним владельцам не возвращали.
Во внешней политике Борис Годунов проявил себя как талантливый дипломат. 18 (28) мая 1595 г. в Тявзине (близ Ивангорода) был заключён мирный договор, завершивший русско-шведскую войну 1590—1595 годов. Годунов сумел воспользоваться сложной внутриполитической ситуацией в Швеции, и Русское царство, согласно договору, получило Ивангород, Ям, Копорье и Корелу (взамен Борис оставил шведам Нарву в качестве компенсации). Таким образом, Россия вернула себе все земли, переданные Швеции по итогам неудачной Ливонской войны.

## Смерть царевича Дмитрия
Наследником престола при жизни царя Фёдора был его младший брат Дмитрий, сын седьмой жены Ивана Грозного. Дмитрий не был признан церковью официальным наследником, так как был рождён от седьмого брака, который был признан «блудным», незаконным. После смерти царя Ивана Васильевича Грозного царевич Дмитрий был отправлен на постоянное жительство в город Углич.

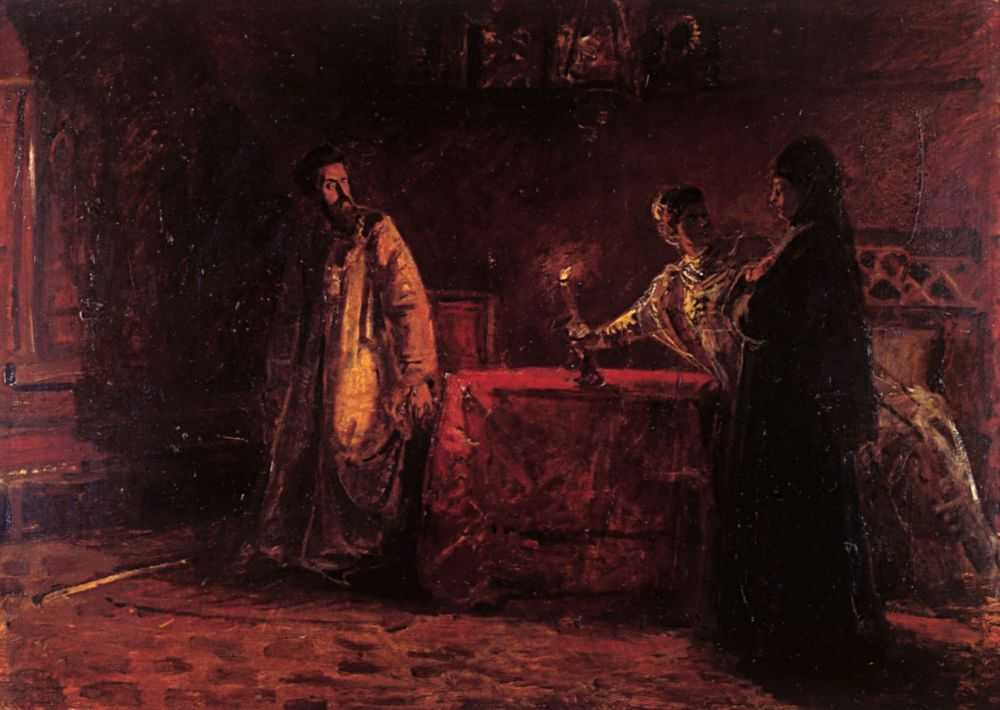
Николай Ге. Борис Годунов и царица Марфа, вызванная в Москву для допроса о царевиче Дмитрии при известии о появлении самозванца

Исаак Масса пишет следующее: «Брат великого князя [Федора Ивановича], юный царевич Димитрий, был послан в имение (heerlycheyt), находящееся на берегу большой реки Волги, называвшееся Углич (Oulitz), где молодого царевича воспитывали и содержали с тою же пышностью, как самого царя».
[15 (25) мая 1591 года при невыясненных обстоятельствах 8-летний царевич погиб в удельном городе Угличе. Официальное расследование проводил боярин Василий Шуйский. Стараясь угодить Годунову, он свёл причины случившегося к «небрежению» бояр Нагих, в результате чего Дмитрий случайно заколол себя ножом, играя со сверстниками. Царевич, по слухам, был болен «падучей» болезнью (эпилепсией).
Летопись времён Романовых[какая?] обвиняет в убийстве Бориса Годунова, ведь Дмитрий был прямым наследником престола и мешал Борису в продвижении к нему. Исаак Масса приводит такую же версию. Тем не менее, участие Годунова в заговоре на жизнь царевича не доказано. В 1829 году историк Михаил Погодин первым рискнул выступить в защиту невиновности Бориса. Обнаруженный в архивах подлинник уголовного дела комиссии Шуйского стал решающим аргументом в споре. Он убедил многих историков XX века (Сергея Платонова, Руслана Скрынникова) в том, что истинной причиной гибели сына Ивана Грозного всё-таки был несчастный случай. Однако этот вопрос остался дискуссионным, высказываются мнения и о бессмысленности для Годунова смерти царевича (в частности, с указанием на незаконность сына от седьмого брака в глазах церкви, а значит сомнительности его прав на престол), и о прямой заинтересованности Бориса в его гибели (например, из-за гипотетической мести Дмитрия, в случае восшествия на престол, за его высылку на княжение в Углич).

## Годунов на троне
7 (17) января 1598 года царь Фёдор Иванович умер, и мужская линия Московской ветви династии Рюриковичей пресеклась. Исаак Масса пишет: «я твёрдо убеждён в том, что Борис ускорил его смерть при содействии и по просьбе его жены, желавшей скорее стать царицею, и многие московиты разделяли моё мнение». Но это опровергается тем, что Ирина — жена Фёдора Иоанновича вскоре добровольно приняла монашество в Новодевичьем монастыре, добровольно отказавшись от возможности на царство. Единственной близкой наследницей престола осталась троюродная сестра покойного, постриженная около 1588 года в монахини Мария Старицкая (1560 — после 1611 года).

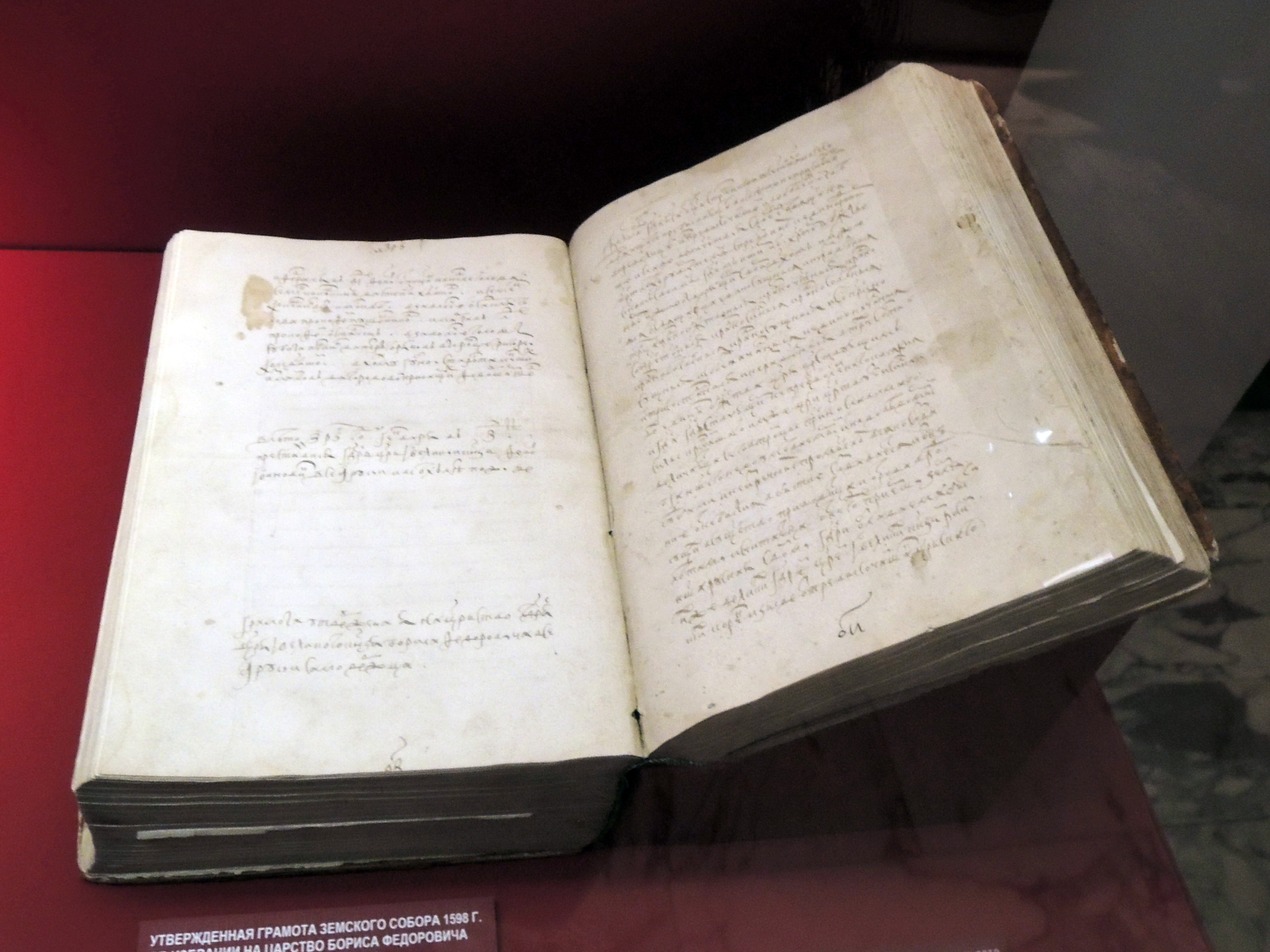
Утвержденная грамота Земского собора 1598 года об избрании на царство Бориса Федоровича Годунова (Плещеевский список). Москва, январь-февраль 1599 (список 1620-х гг.). РГБ.

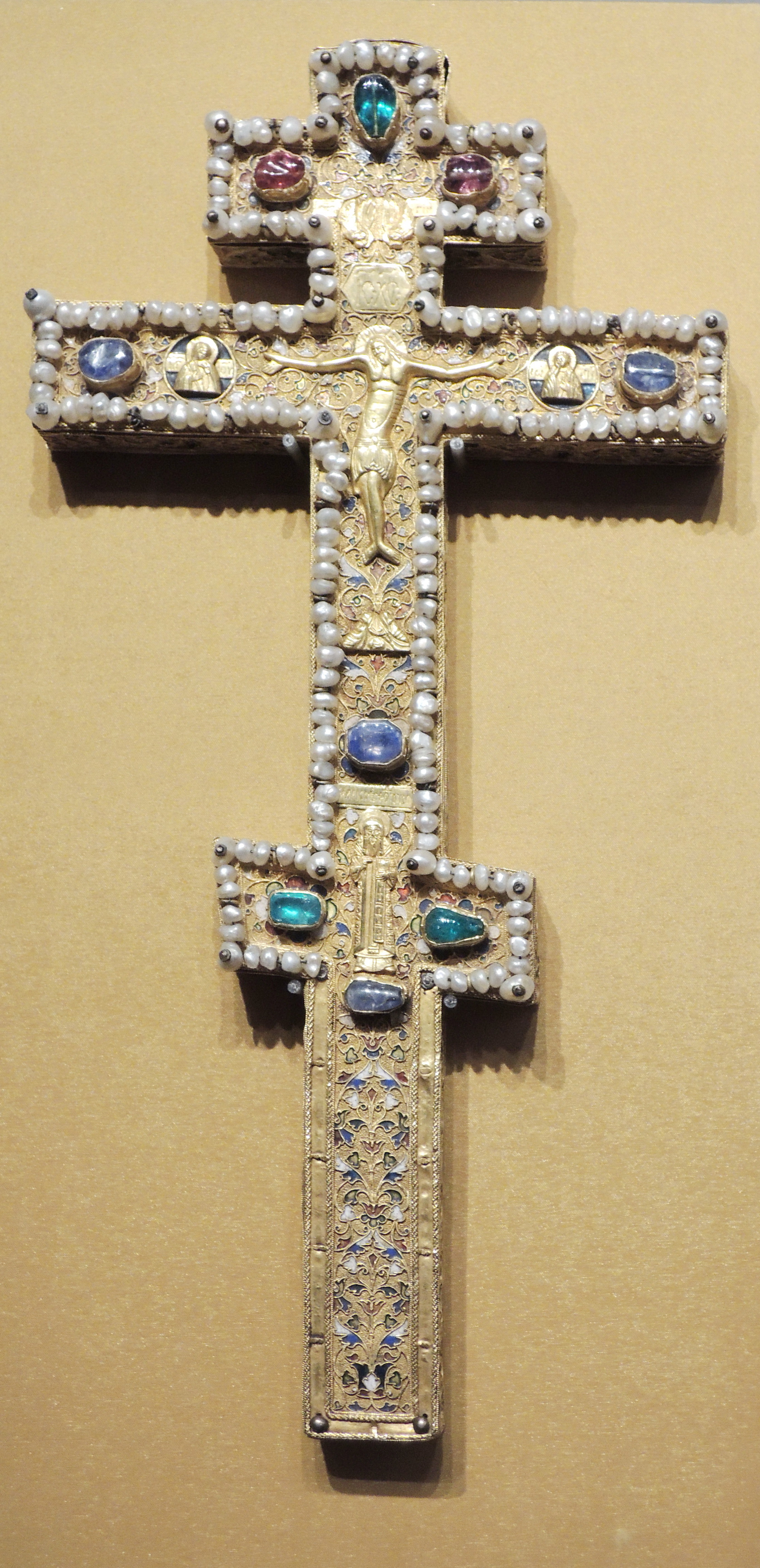
Крест напрестольный, вложенный Годуновым в 1598—1599 гг. в Чудов монастырь Кремля

После попыток назначить правящей царицей вдову умершего царя Ирину — сестру Бориса, 17 (27) февраля 1598 года Земский собор (учитывая в том числе и «рекомендацию» Ирины) избрал царём шурина Фёдора, Бориса Годунова, и принёс ему присягу на верность. 1 (11) сентября 1598 года Борис венчался на царство. Близкое свойство, что было характерно для того времени, перевесило дальнее родство возможных претендентов на трон. Не менее важным представлялся тот факт, что Годунов уже давно фактически правил страной от имени Фёдора и не собирался выпускать власть из своих рук после его смерти.
У Татищева в «Истории Российской» краткая запись:
«7107 (1598), Сентября 1 короновался царь Борис Фёдорович от патриарха, Мстиславский корону нес и золотом осыпал. В Сибири построен город Мангазея от князя Василия Масальского-Рубца 1599 году.»
Царствование Бориса ознаменовалось начавшимся сближением России с Западом. Не было прежде на Руси государя, который столь благоволил бы к иностранцам, как Годунов. Он стал приглашать иноземцев на службу. В 1604 году посылал окольничего Михаила Татищева в Грузию, чтобы просватать дочь за местного царевича.
Контакты русского государства с Европой, начавшие активно развиваться ещё во времена Ивана III, существенно сократились к концу правления Ивана Грозного. В царствование Бориса связи с заграницей вновь оживились. В Москву ехали купцы, врачи, промышленники, военные, ученые люди. Они получали должности, хорошее жалование, земли с крестьянами. Было намерение у царя Бориса открыть в Москве университет, но тому помешало консервативное духовенство, боявшееся, что вместе со знанием на Русь придут и всяческие ереси. Европейская культура проникла в русский обиход. Это касалось одежды, жилья, светских церемоний и даже таких вещей, как бритьё бород. Борис посылал русских людей на обучение за границу, но они, как правило, не хотели возвращаться на родину; впрочем, и у Петра I были с этим проблемы. Можно отметить также и другие общие стороны в политике этих двух правителей России, которых разделяет более 100 лет: сближение с Европой, перенесение западной культуры на русскую землю. Однако причиной невозвращения посланных царём Борисом за границу людей могло быть и наступившее после его смерти Смутное время.

### Репрессии

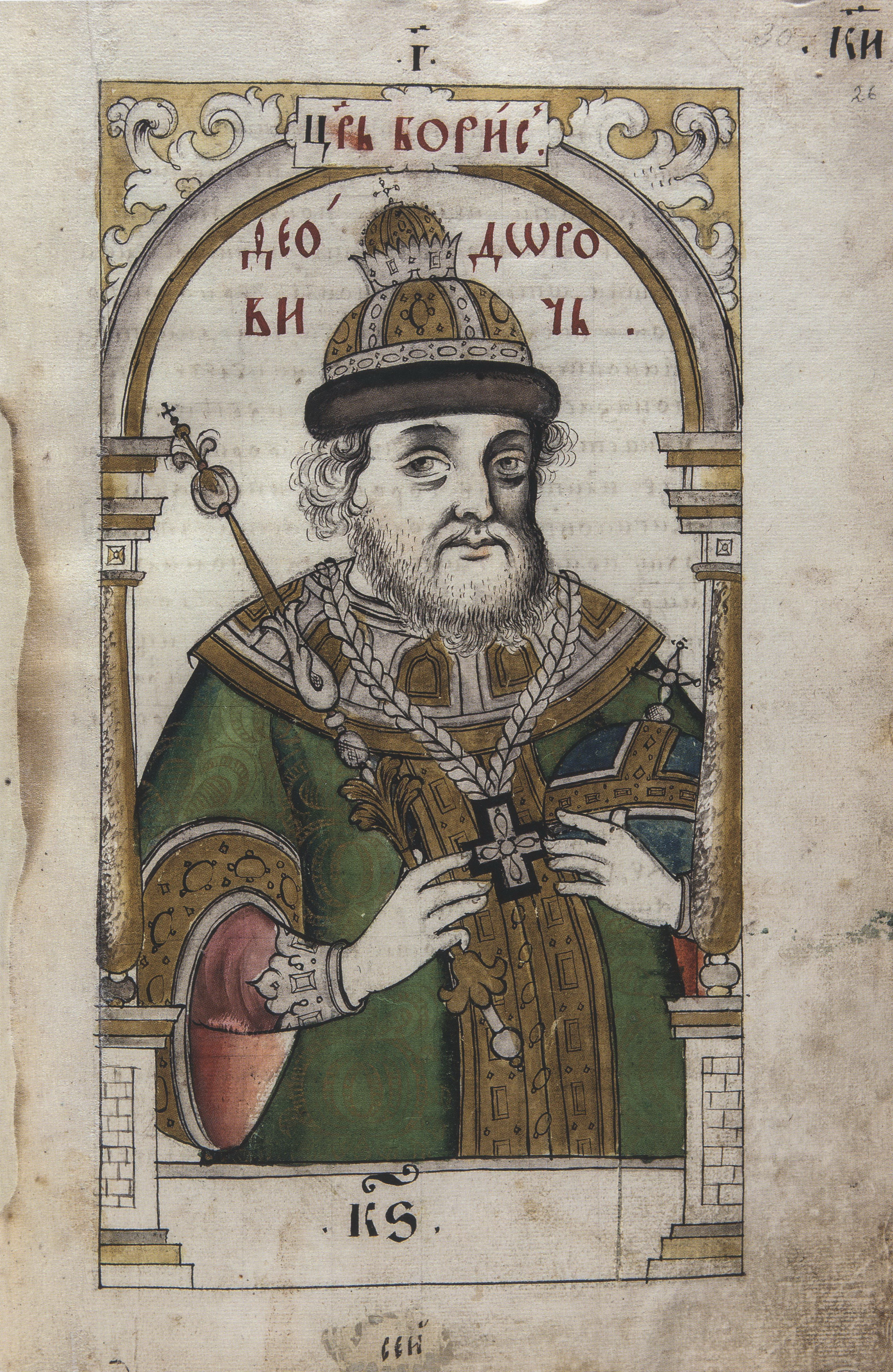
Портрет царя Бориса из Царского титулярника конца XVII в.

Будучи первым царём не из Рюриковичей (если не считать такое подставное лицо, как Симеон Бекбулатович), Годунов не мог не чувствовать шаткость своего положения. По своей подозрительности он немногим уступал Грозному. Взойдя на престол, он принялся сводить личные счёты с боярами. По словам современника, «цвёл он, как финик, листвием добродетели, и если бы терн завистной злобы не помрачал цвета его добродетели, то мог бы древним царям уподобиться. От клеветников изветы на невинных в ярости суетно принимал и поэтому навёл на себя негодование чиноначальников всей Русской земли: отсюда много напастных зол на него восстали и доброцветущую царства его красоту внезапно низложили».
Подозрительность эта на первых порах уже проявилась в клятвенной записи, но впоследствии дело дошло до опалы и доносов. Князьям Мстиславскому и Василию Ивановичу Шуйскому, которые по знатности рода могли иметь притязания на престол, Борис не позволял жениться. С 1600 г. подозрительность царя заметно возрастает. Быть может, не лишено вероятности известие Маржерета, что уже в то время поползли тёмные слухи, будто Дмитрий жив. Первой жертвой подозрительности Бориса был Богдан Бельский, которому царь поручил строить Царёв-Борисов. По доносу о щедрости Бельского к ратным людям и неосторожных словах: «Борис царь на Москве, а я в Борисове», — Бельский был вызван в Москву, подвергся различным оскорблениям и сослан в один из отдалённых городов.
Холоп князя Шестунова сделал донос на своего господина. Донос оказался не заслуживающим внимания. Тем не менее доносчику сказали царское жалованное слово на площади и объявили, что царь за его службу и раденье жалует ему поместье и велит служить в детях боярских. В 1601 г. по ложному доносу пострадали бояре Романовы и их родственники. Старший из братьев Романовых, Фёдор Никитич, был сослан в Сийский монастырь и пострижен под именем Филарета; жену его, постригши под именем Марфы, сослали в Толвуйский Заонежский погост, а малолетнего сына их Михаила (будущего царя) на Белоозеро. Окольничий Михаил Никитич Романов был сослан в Ныроб в Пермский край, где был посажен в цепи в тесную затхлую яму и через год скончался. Преследования со стороны Годунова вызывали в народе сочувствие к его жертвам. Так, крестьяне Толвуйского погоста тайно помогали инокине Марфе и «проведывали» для неё новости о Филарете.

### Великий голод

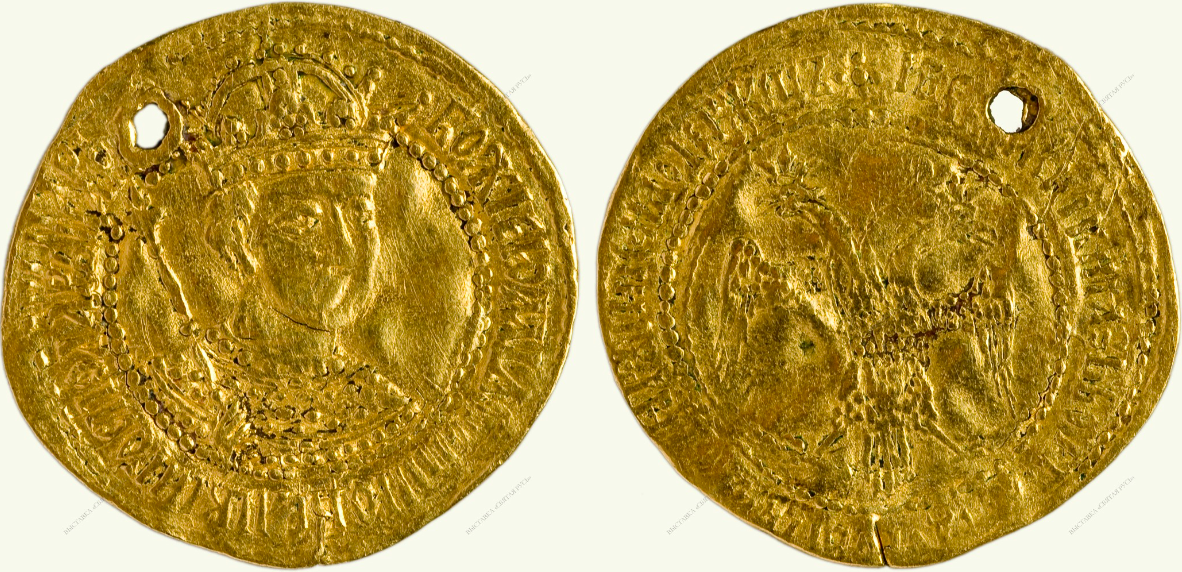
Золотой Угорский Бориса Годунова

Царствование Бориса начиналось успешно, однако череда опал породила уныние, а вскоре разразилась и настоящая катастрофа. Великий голод в России 1601—1603 годов, который способствовал народным брожениям Смутного времени. Лето, наступившее после катастрофы, было самым холодным за последние 500 лет. В 1601 г. шли долгие дожди, а затем грянули ранние морозы и, по словам современника, «поби мраз сильный всяк труд дел человеческих в полех». В следующем 1602 году холода и неурожай повторились. В стране начался голод, продолжавшийся три года. Цена хлеба выросла в 100 раз. Чувствуя, что вера в него как в государя исчезает, Борис запрещал продавать хлеб дороже определённого предела, даже прибегая к преследованиям тех, кто взвинчивал цены, но успеха не добился. Стремясь помочь голодающим, он не жалел средств, широко раздавая беднякам деньги. Но хлеб дорожал, а деньги теряли цену. Борис приказал открыть для голодающих царские амбары. Однако даже их запасов не хватало на всех голодных, тем более, что, узнав о раздаче, люди со всех концов страны потянулись в Москву, бросив те скудные запасы, которые всё же имелись у них дома. Люди начинали думать, что это — кара Божья, что царствование Бориса Годунова незаконно и не благословляется Богом.

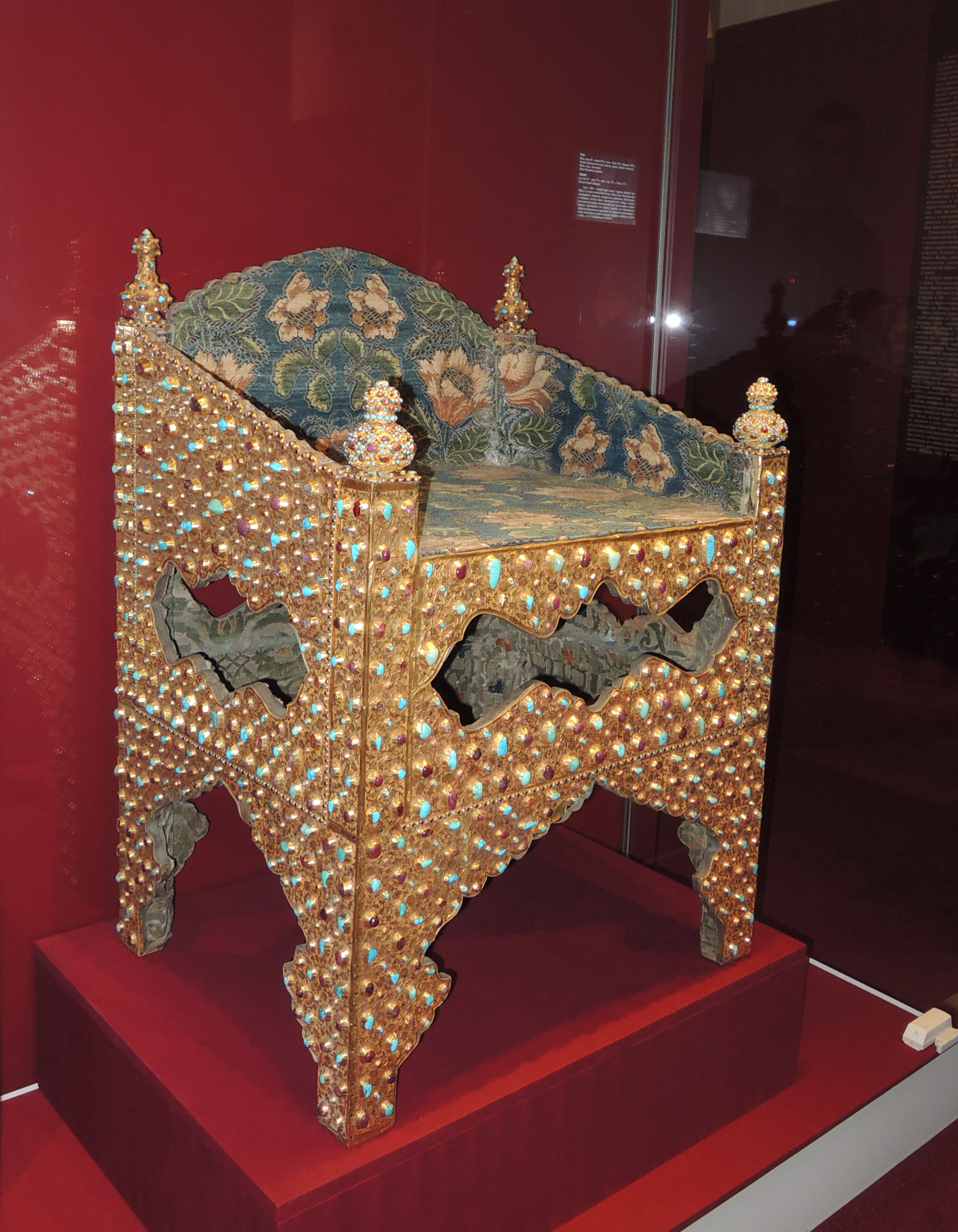
Трон Бориса Годунова, подарок Аббаса I, Оружейная палата (зал 7, витрина 51)

В 1601—1602 гг. Годунов пошёл даже на временное восстановление Юрьева дня. Правда, он разрешил не выход, а лишь вывоз крестьян. Дворяне таким образом спасали свои имения от окончательного запустения и разорения. Разрешение, данное Годуновым, касалось лишь мелких служилых людей, оно не распространялось на земли членов Боярской думы и духовенства. Но и этот шаг ненамного укрепил положение царя. По стране прокатились народные бунты. Чтобы дать жителям столицы возможность заработать, Годунов начинает в Московском кремле строительство Запасного дворца, самого крупного строения России на тот момент.
Массовый голод и недовольство установлением «урочных лет» стали причиной крупного восстания под руководством Хлопка (1602—1603 гг.), в котором участвовали крестьяне, холопы и казаки. Повстанческое движение охватило около 20 уездов центральной России и юга страны. Восставшие объединялись в крупные отряды, которые продвигались к Москве. Против них Борис Годунов направил войско под командованием И. Ф. Басманова. В сентябре 1603 года в ожесточённом сражении под Москвой повстанческая армия Хлопка была разбита. Басманов погиб в бою, а сам Хлопок был тяжело ранен, взят в плен и казнён.
Вместе с тем Исаак Масса сообщает, что «…запасов хлеба в стране было больше, чем могли бы его съесть все жители в четыре года… у знатных господ, а также во всех монастырях и у многих богатых людей амбары были полны хлеба, часть его уже погнила от долголетнего лежания, и они не хотели продавать его; и по воле божией царь был так ослеплён, невзирая на то, что он мог приказать всё, что хотел, он не повелел самым строжайшим образом, чтобы каждый продавал свой хлеб».

### Появление самозванца
Из Речи Посполитой поползли слухи, что «прирождённый государь», царевич Дмитрий, жив. Годунов был напуган нависшей над ним угрозой. О Годунове хулители отзывались нелестно — «рабоцарь». В начале 1604 года было перехвачено письмо одного иноземца из Нарвы, в котором объявлялось, что у казаков находится чудом спасшийся Дмитрий, и Московскую землю скоро постигнут большие несчастья.
16 (26) октября 1604 г. Лжедмитрий I с горсткой поляков и казаков двинулся на Москву. Даже проклятия московского патриарха не остудили народного воодушевления на пути «царевича Дмитрия». Однако в январе 1605 года отправленные Годуновым правительственные войска в битве при Добрыничах разбили самозванца, который с немногочисленными остатками своей армии был вынужден уйти в Путивль.

## Смерть и потомство

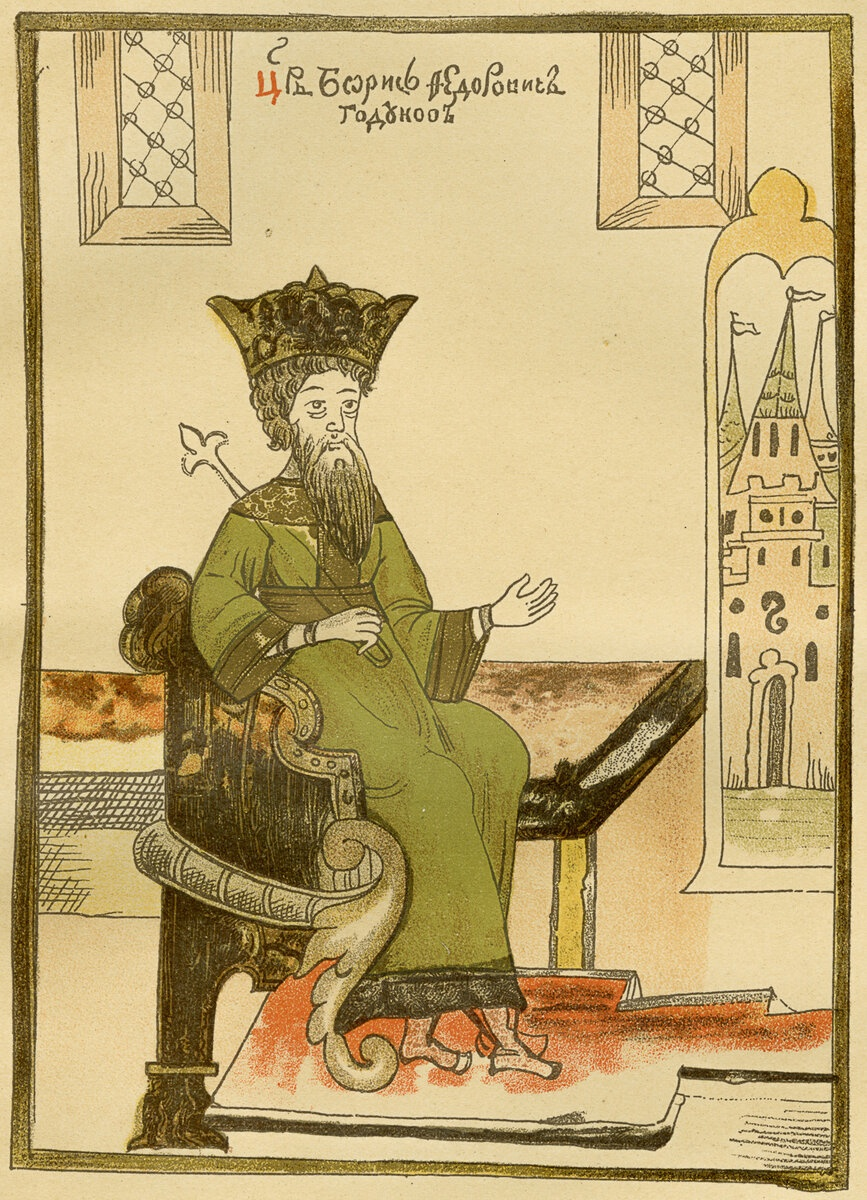
Борис Годунов, миниатюра «Нового летописца», ок. 1630 г.

Ситуация для Годунова осложнялась из-за состояния его здоровья. Уже с 1599 года появляются упоминания о его болезнях, нередко царь недомогал и в 1600-х годах. Однако 13 апреля 1605 года Борис Годунов казался весёлым и здоровым, много и с аппетитом ел. Потом поднялся на вышку, с которой нередко обозревал Москву. Вскоре сошёл оттуда, сказав, что чувствует дурноту. Позвали лекаря, но царю стало хуже: из ушей и носа пошла кровь. Царь лишился чувств и вскоре умер в возрасте 52 лет.

По сообщению голландского торговца Исаака Массы:
13 апреля по старому стилю Борис был весьма весел, или представлялся таким, весьма много ел за обедом и был радостнее, чем привыкли видеть его приближённые. Отобедав, он отправился в высокий терем, откуда мог видеть всю Москву с её окрестностями, и полагают, что там он принял яд, ибо как только он сошёл в залу, то послал за патриархом и епископами, чтобы они принесли ему монашеский клобук (monicxcappe) и тотчас постригли его, ибо он умирал, и как только эти лица сотворили молитву, постригли его и надели на него клобук, он испустил дух и скончался около трёх часов пополудни.
мы подозревали, что царь умер, однако, никто не осмеливался сказать; на другой день узнали об этом повсюду, когда все служилые люди и придворные в трауре отправились в Кремль; доктора, бывшие наверху, тотчас увидели, что это случилось от яду, и сказали об этом царице и никому более.

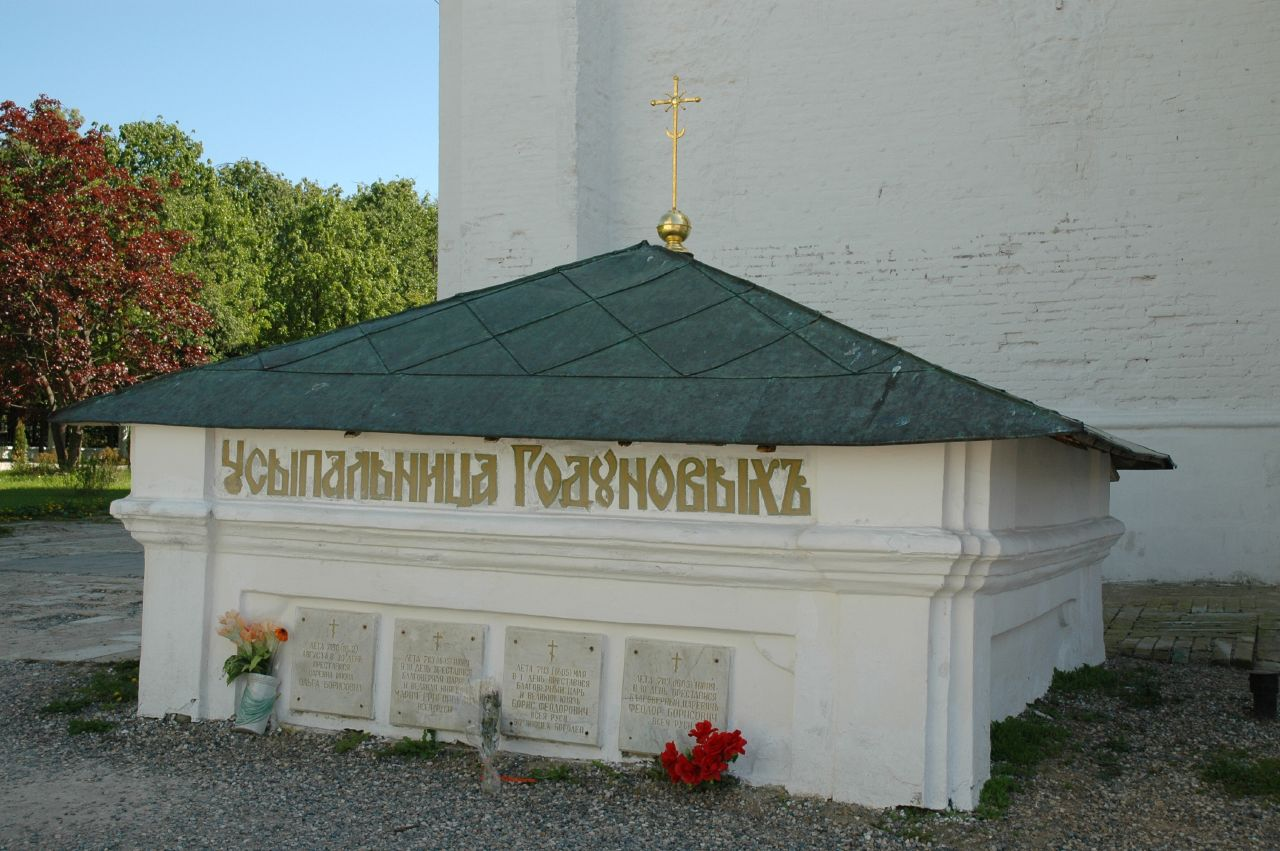
Гробница Годуновых в Троице-Сергиевой лавре

Как писал анонимный английский автор отчёта о посольстве Томаса Смита:

Смерть царя Бориса случилась совершенно внезапно и к тому же при весьма странных обстоятельствах. Через каких-нибудь два часа после обеда, когда по обыкновению присутствовавшие при этом врачи уже удалились, оставив царя, по их убеждению, в добром здоровье, о котором свидетельствовал и его хороший аппетит за обедом, — государь вообще любил хорошо и плотно покушать, хотя теперь позволительно думать, что в этом он даже доходил до излишества, — он вдруг не только почувствовал себя дурно, но и ощутил боли в желудке, так что, перейдя в свою опочивальню, сам лёг в постель и велел позвать докторов (которые успели уже разойтись). Но прежде, чем они явились на зов, царь скончался, лишившись языка перед смертью. Незадолго до своей кончины, он, по его собственному желанию, с величайшею поспешностью был пострижен в иноческий чин, с наречением ему нового имени.

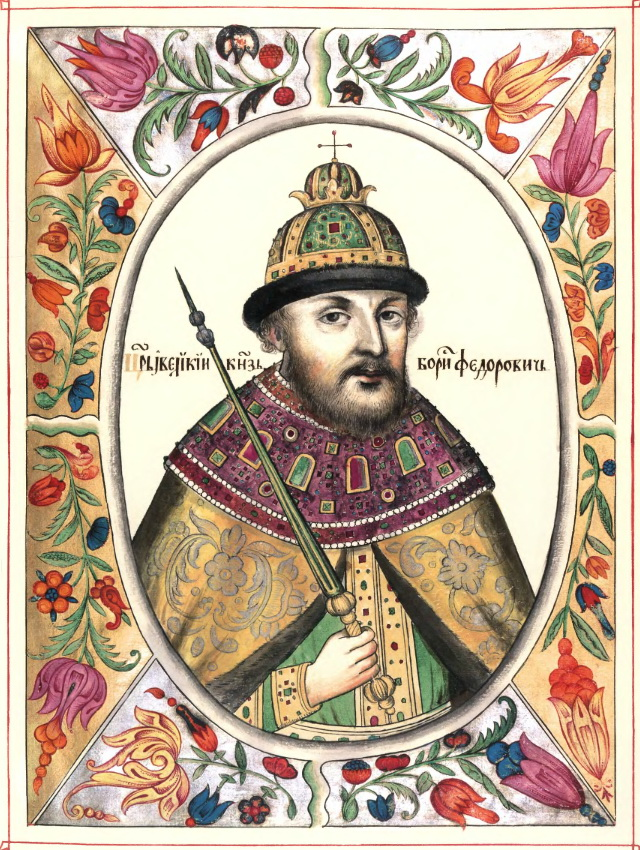
Портрет Бориса Годунова, Царский титулярник 1672 года

Ходили слухи, что Годунов в припадке отчаяния отравился. По другой версии, он был отравлен своими политическими противниками; версия о естественной смерти более вероятна, так как Годунов и раньше нередко болел. Похоронили его в Кремлёвском Архангельском соборе.
Царём стал сын Бориса — Фёдор, юноша образованный и чрезвычайно умный. Вскоре в Москве произошёл мятеж, спровоцированный Лжедмитрием. Царя Фёдора и его мать убили, оставив в живых лишь дочь Бориса — Ксению. Её ждала безотрадная участь наложницы самозванца. Официально было объявлено, что царь Фёдор и его мать отравили себя. Тела их выставили напоказ. Затем из Архангельского собора вынесли гроб Бориса и перезахоронили в Варсонофьевском монастыре близ Лубянки. Там же захоронили и его семью: без отпевания, как самоубийц.
При царе Василии Шуйском останки Бориса, его жены и сына были перенесены в Троицкий монастырь и захоронены у северо-западного угла Успенского собора. 30 июля (9 августа) 1622 года в этом же месте похоронили и Ксению (в иночестве Ольгу). В 1782 году над гробницами была сооружена усыпальница.
В 1945 году гробница Годуновых была вскрыта антропологом М. М. Герасимовым, но захоронение оказалось ранее потревоженным грабителями — кости и содержимое гробов были перемешаны, черепа не сохранились:302, и лица представителей династии Годуновых методом антропологической реконструкции оказалось невозможным восстановить.

## Внешность
Внешность Бориса Годунова английский путешественник описывает таким образом:

Что касается особы царя Бориса, это был рослый и дородный человек, своею представительностью невольно напоминавший об обязательной для всех покорности его власти; с чёрными, хотя редкими волосами, при правильных чертах лица, он обладал в упор смотрящим взглядом и крепким телосложением.

## В культуре

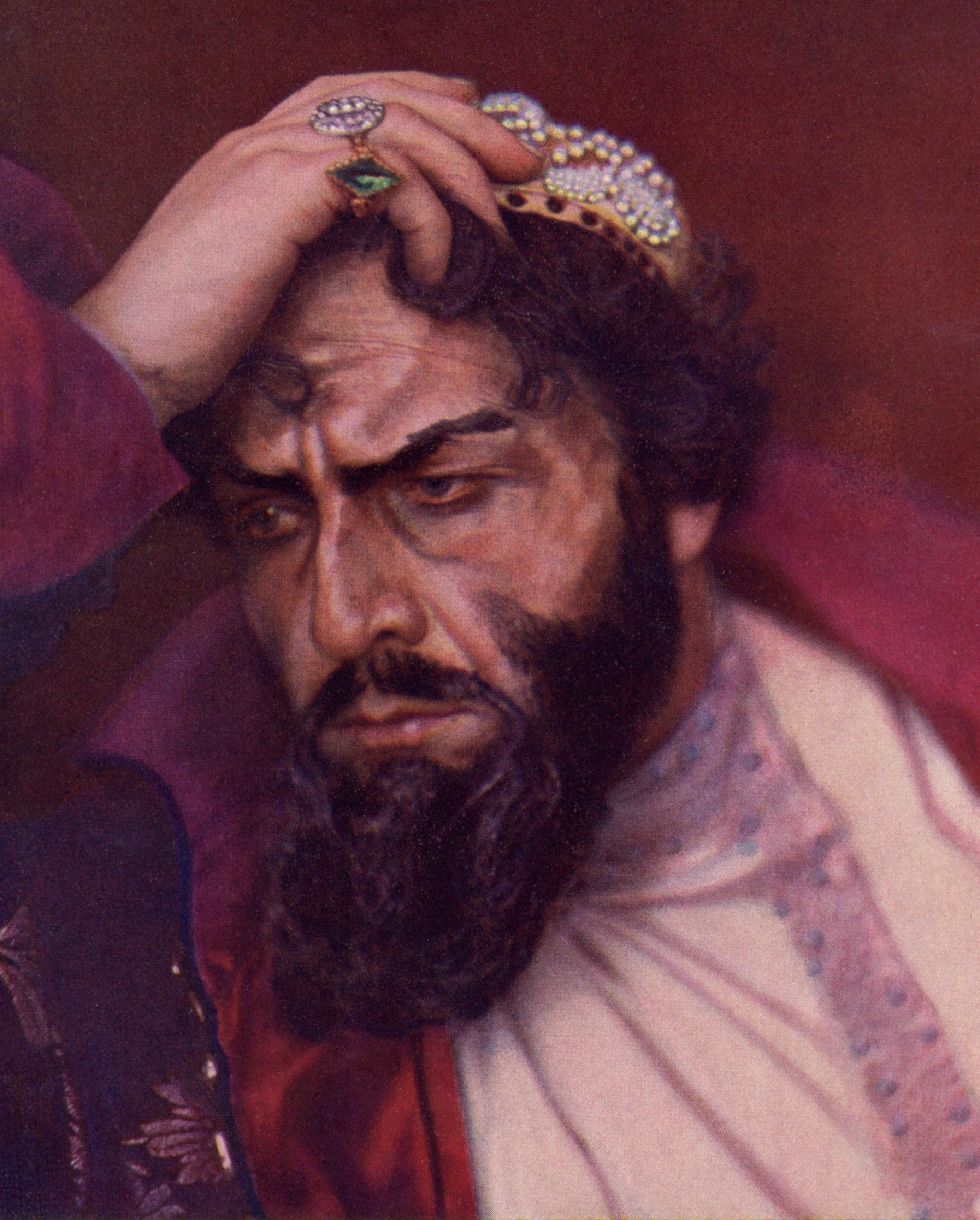
Фёдор Шаляпин в роли Бориса Годунова

В 1710 году немецкий композитор Иоганн Маттезон написал оперу «Борис Годунов, или Коварством достигнутый трон». Тем не менее премьера оперы состоялась лишь в июне 2007 года — долгое время партитура хранилась в гамбургском архиве, затем в ереванском, куда она попала после Великой Отечественной войны.
В 1804 году Фридрих Шиллер начал работу над драмой «Деметриус», в которой Борис должен был стать одним из важных персонажей, однако писатель умер в 1805 году и не успел закончить пьесу. Гёте, по некоторым данным, планировал закончить произведение в память о друге, но затем оставил эту идею. Годунов стал персонажем одной из дум Кондратия Рылеева (сборник опубликован в 1825 году). В 1824—1825 годах Александр Пушкин написал трагедию «Борис Годунов» (опубликована в 1831 году), посвящённую царствованию Бориса Годунова и его конфликту с Лжедмитрием I. Действие трагедии происходит в 1598—1605 годы и заканчивается описанием убийства Фёдора и «провозглашения» новым царём «Дмитрия Ивановича» (широкую известность получила финальная ремарка трагедии — «Народ безмолвствует»). Первая постановка трагедии — 1870 год, Мариинский театр в Петербурге.
В 1869 году Модест Мусоргский закончил работу над одноимённой оперой на текст драмы Пушкина, которая впервые была поставлена на сцене того же Мариинского театра (1874 году).
В 1870 году Алексей К. Толстой опубликовал трагедию «Царь Борис», действие которой так же, как и у Пушкина, охватывает семь лет царствования Бориса Годунова; трагедия является заключительной частью исторической трилогии (первые — «Смерть Иоанна Грозного» и «Царь Фёдор Иоаннович»). В сцене из одноимённой трагедии А. К. Толстого изображён Годунов на картине Константина Маковского «Смерть Ивана Грозного» (1888).
В 1954 году появился советский фильм-опера по произведению Мусоргского. В дальнейшем была экранизирована трижды сама драма Пушкина. В 1986 году вышел фильм Сергея Бондарчука, где он сам сыграл царя Бориса, а его дети Фёдор и Алёна — детей Годунова. Последний на данный момент фильм по драме Пушкина был снят в 2011 году режиссёром Владимиром Мирзоевым, где действие перенесёно в современность.
Один из персонажей повести А. К. Толстого «Князь Серебряный», романа Юрия Фёдорова «Борис Годунов».
В 2018 году состоялась премьера российского телесериала «Годунов». Роль царя Бориса сыграл Сергей Безруков.

### Кинематограф
- «Смерть Иоанна Грозного» (1909) — С. Тарасов
- «Борис Годунов» (1954) — Александр Пирогов
- «Борис Годунов» (1961) — Джорджо Тоцци
- «Клятвенная запись» (1983) — Анатолий Быстров
- «Борис Годунов» (1986) — Сергей Бондарчук
- «Борис Годунов» (1987) — Анатолий Кочерга
- «Борис Годунов» (1989) — Руджеро Раймонди
- «Царь Иван Грозный» (1991) — Андрей Толубеев
- «Кремлёвские тайны шестнадцатого века» (1991) — Богдан Ступка
- «Гроза над Русью» (1992) — Владимир Литвинов
- «Ермак» (1996) — Сергей Гармаш
- «Иван Грозный» (2009) — Олег Малахов
- «Борис Годунов» (2011) — Максим Суханов
- «Годунов» (2018) — Сергей Безруков
- «Янычар» (2020) — Артур Иванов.

## Семья и дети
Жена: Мария Григорьевна Скуратова-Бельская (?—1605), дочь боярина и опричника Григория (Малюты) Скуратова, одного из ближайших сподвижников Ивана Грозного.
Согласно большинству публикаций, брак Годунова с дочерью всесильного временщика обеспечил ему карьеру. По мнению историка Руслана Скрынникова, дело обстояло с точностью до наоборот — Малюта Скуратов, чтобы упрочить своё положение, стремился породниться с главой Постельного приказа Дмитрием Ивановичем Годуновым. В условиях террора, проводимого Иваном Грозным, постельничий, ввиду специфики своих обязанностей, стал одним из ближайших лиц к царю. Поэтому Малюта Скуратов был заинтересован в том, чтобы выдать дочь замуж за племянника могущественного боярина.
Дети
- Ксения (1582—1622), помолвлена в 1602 году с Иоганном Шлезвиг-Гольштейнским (1583—1602). Брак не состоялся по причине смерти жениха.
- Иван (1587—1588) умер в младенчестве из-за несчастного случая. Борис Годунов, в силу особенностей своей религиозности, во время болезни сына приказал напоить его святой водой и в сильный мороз отнести в храм Василия Блаженного, после чего ребёнок умер[37].
- Фёдор (1589 — 10 июня 1605).

## Память

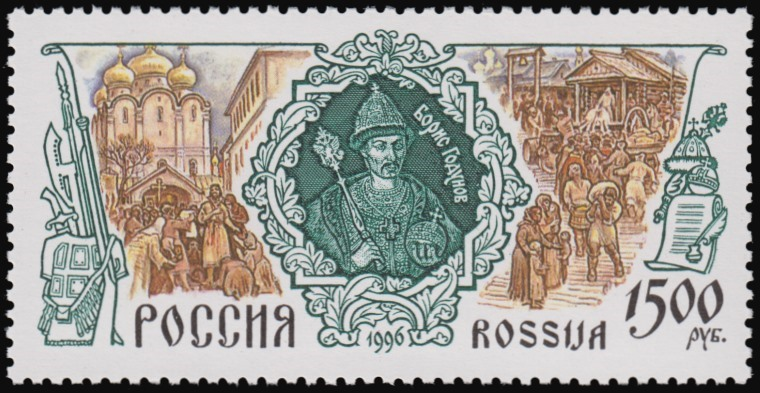

При первых царях из династии Романовых Борис Годунов рассматривался как «рабоцарь» и оценивался негативно.
- В 1996 году Почта России выпустила марку, посвящённую Борису Годунову.
- В 2011 году в селе Фёдоровское Новосельского сельского поселения Вяземского района установлен информационный стенд, посвящённый истории села, который начинается словами: «Село Фёдоровское — семейное поместье Годуновых, предположительное место рождения царя Бориса Годунова…»[39].
- В 2015 году на территории Историко-литературного музея-заповедника А. С. Пушкина в усадьбе Вязёмы открылась экспозиция посвященная царю Борису и его времени. Экспозиция развернулась в здании, на месте которого в конце XVI — начале XVII веков стоял дворец Бориса Годунова. В 2025 году экспозиция была переработана (куратор В. А. Сизов). В нее были включены археологические находки сделанные на месте дворца Бориса Годунова, а также отражен процесс создания А.С. Пушкиным одноименного произведения.[40]
- Первый в России памятник царю Борису Годунову установлен в Вязьме — по предположению А. Н. Пугачёва, Вяземская земля является малой родиной этого монарха[1][2][3]. Церемония открытия состоялась 27 октября 2023 года. Автор монумента — смоленский скульптор Александр Парфёнов[41].